# Distrito fitogeográfico serrano austrobrasileño

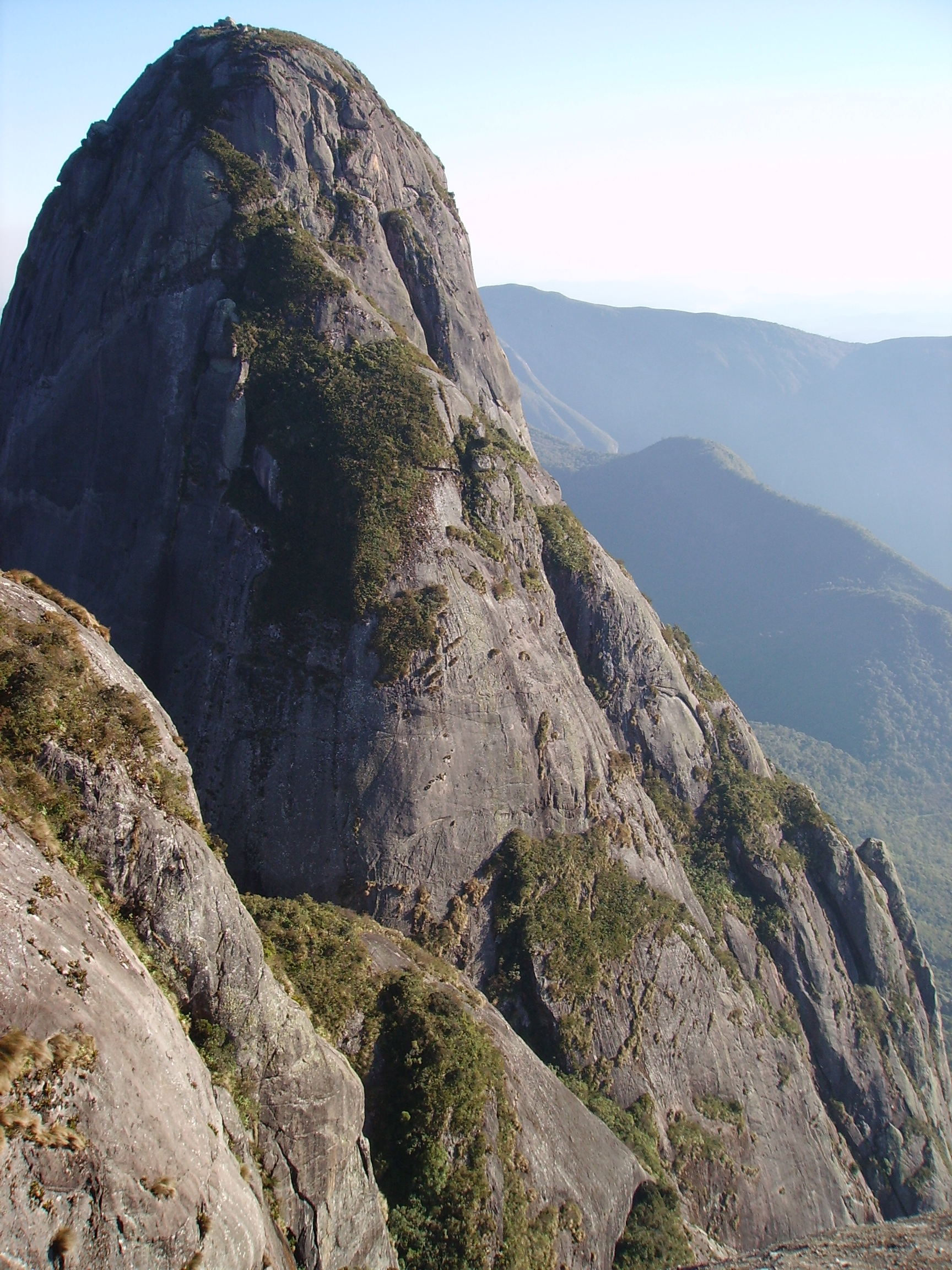
Pico Mayor de Friburgo, en la Serra do Mar (2316) Distrito fitogeográfico Serrano Austrobrasileño.

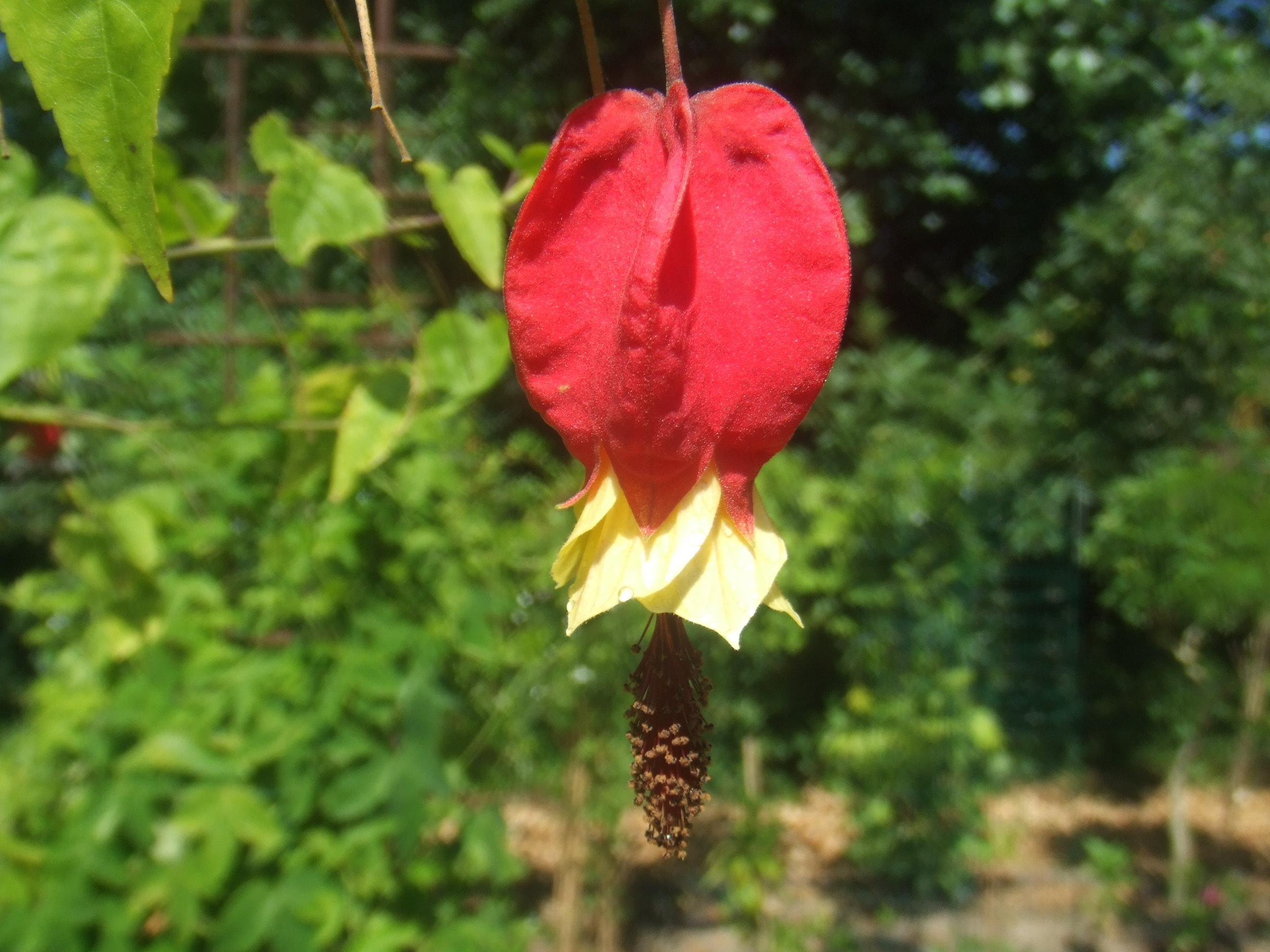
El farolito chino (Abutilon megapotamicum), es un arbusto ornamental característico de esta formación.

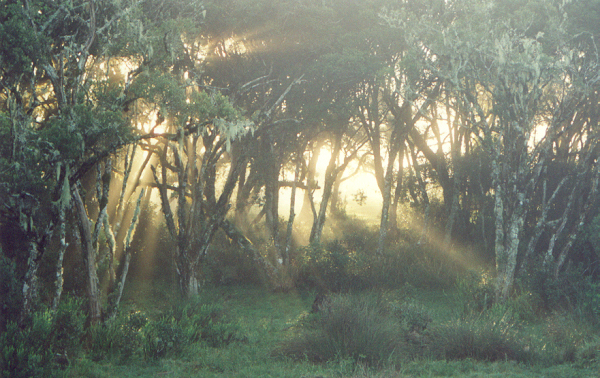
Noboselva en el Cañón del Itaimbezinho, parque nacional de Recortados de la Sierra, Río Grande del Sur, Brasil.

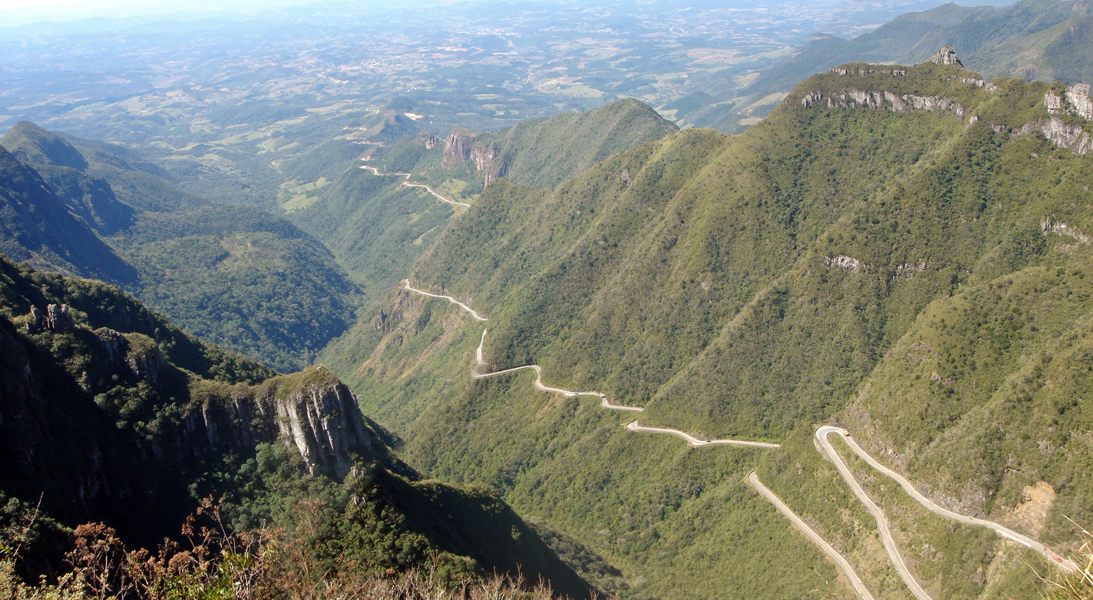
Panorama de la sierra del río del Rastro, estado de Santa Catarina, Brasil, a una altitud de 1421 Se observan los campos de altitud característicos de las partes más altas de esta formación.

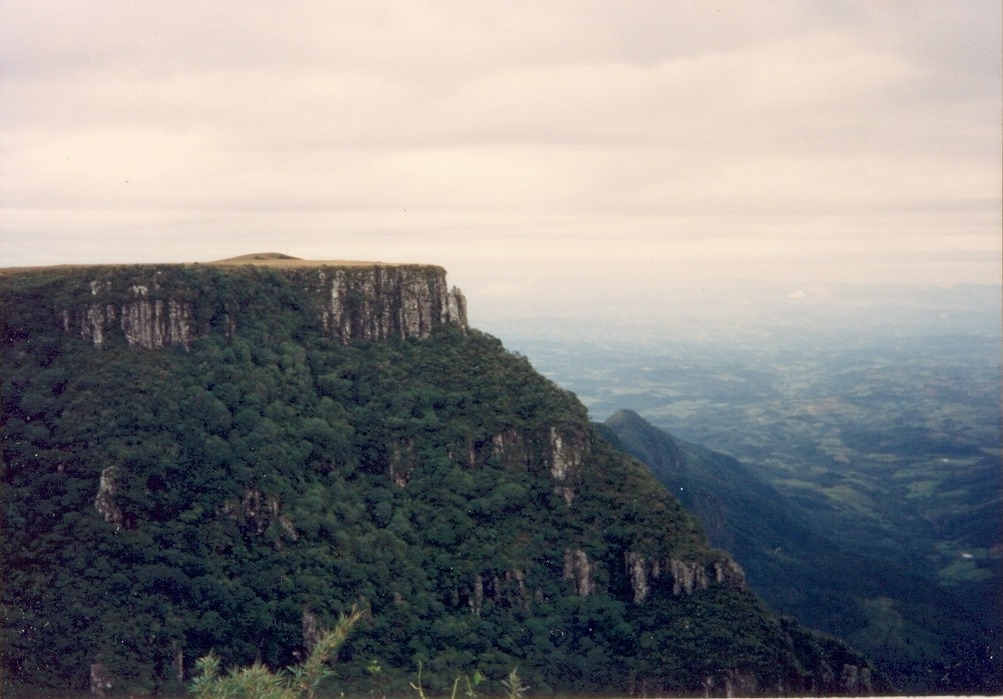
Panorama de la sierra del río del Rastro, estado de Santa Catarina, Brasil. Se observan los campos de altitud y selvas de neblina característicos de esta formación.

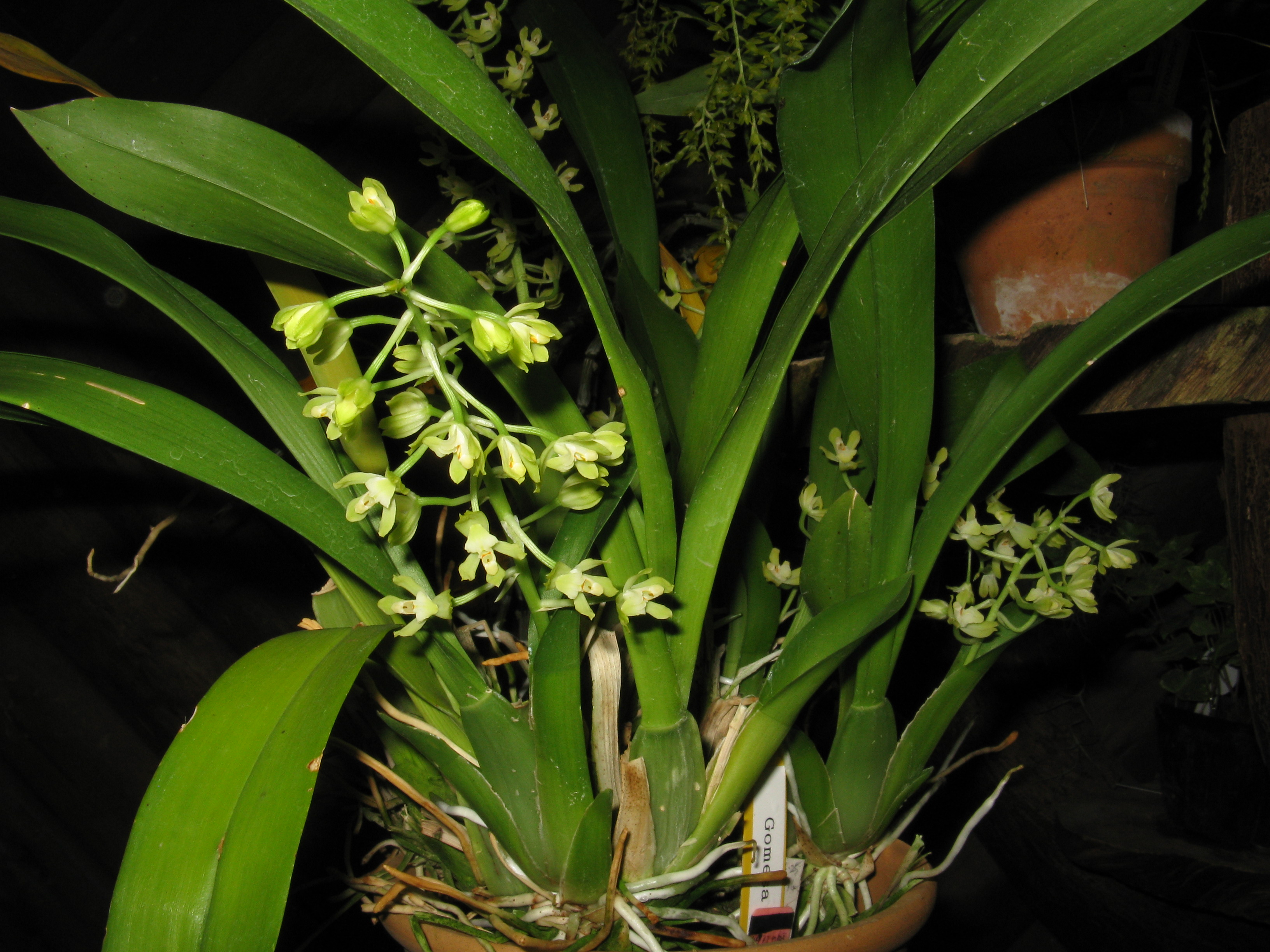
La Gomesa recurva, es una orquídea característica de esta formación.

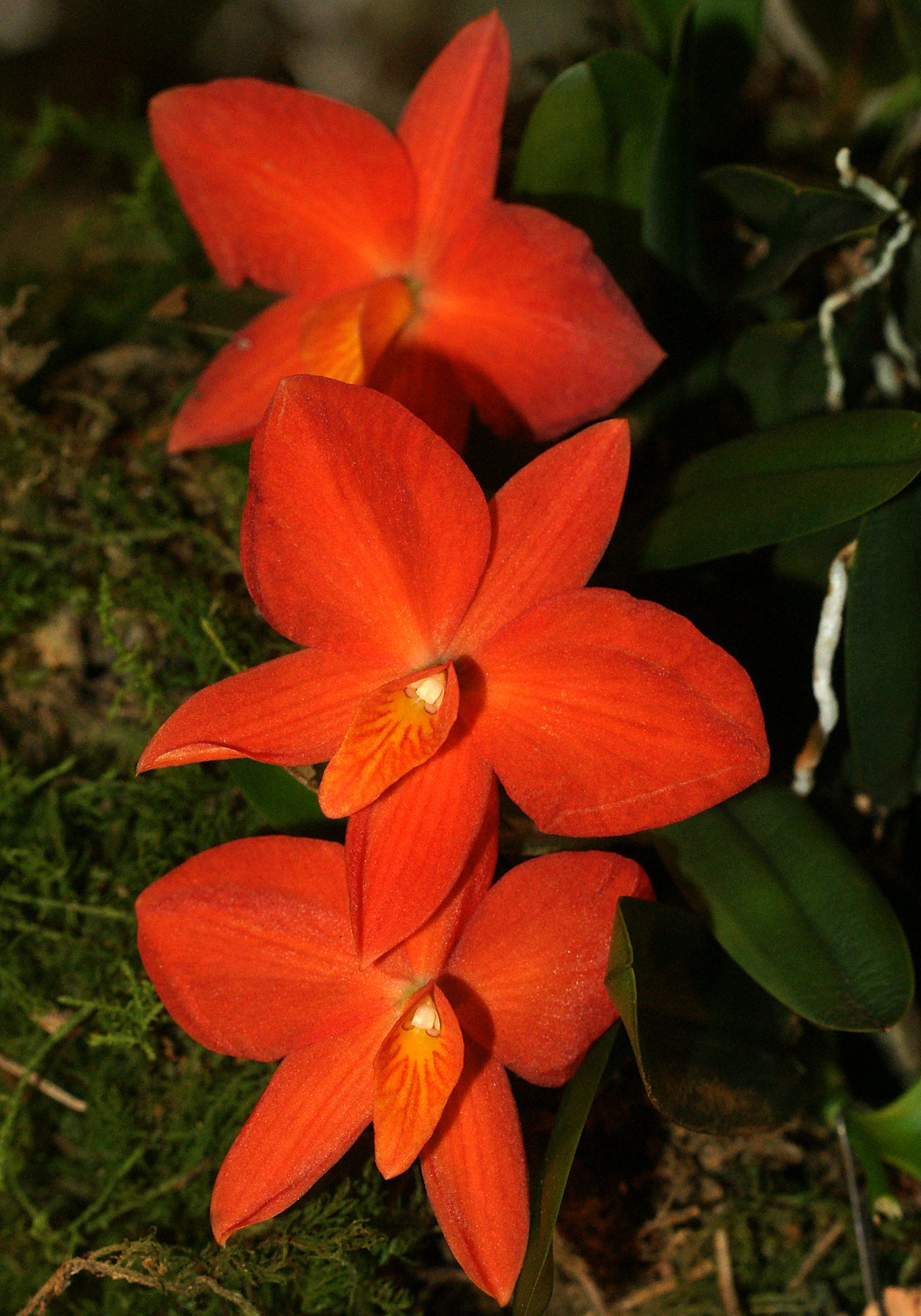
La Sophronitis coccinea, es una orquídea característica de esta formación.

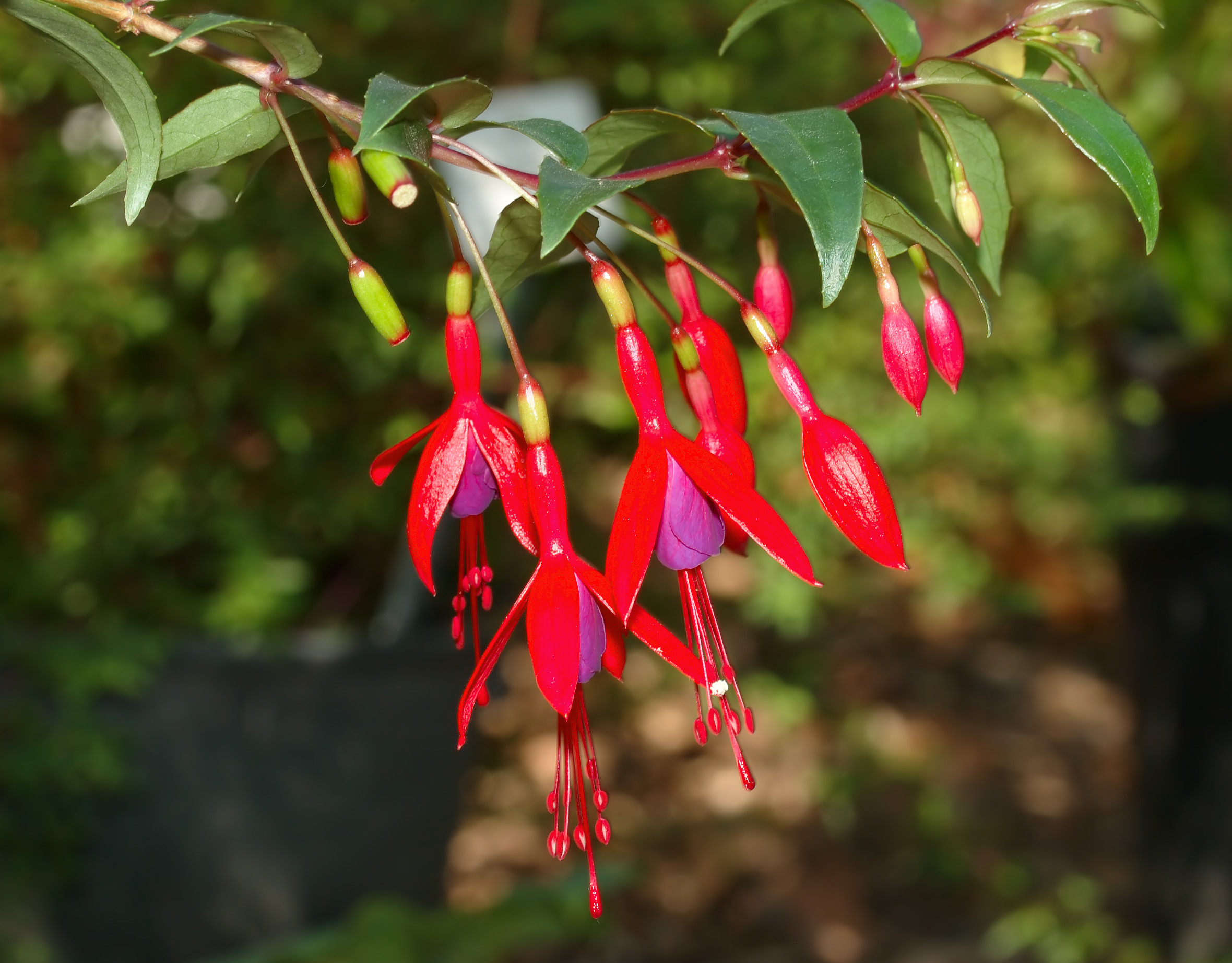
La fucsia gaúcha Fuchsia regia, es un arbusto ornamental característico de esta formación.

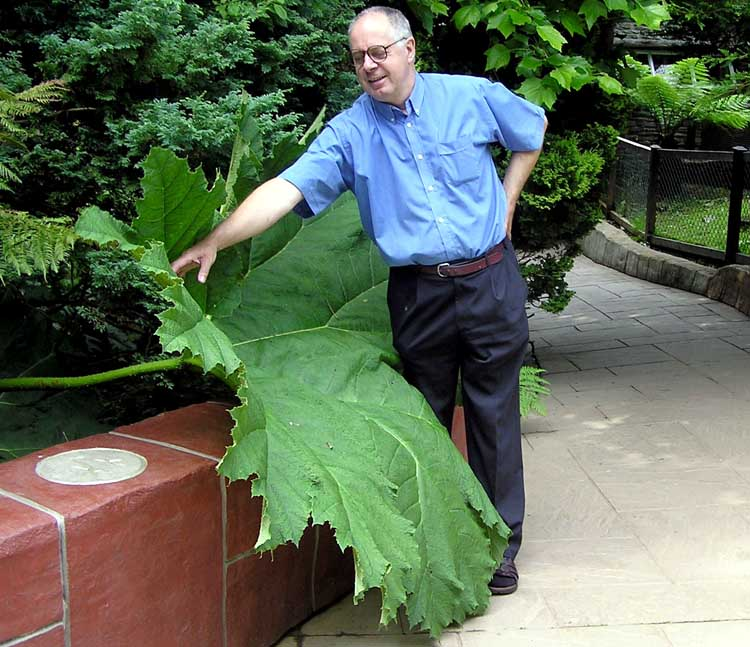
La nalca gaúcha (Gunnera manicata), de enormes hojas, es una hierba ornamental característica de esta formación.

El Distrito fitogeográfico Serrano Austrobrasileño es uno de los Distritos fitogeográficos en que se divide la Provincia fitogeográfica Paranaense. Incluye formaciones de nuboselva, bosques, sabanas arbustivas de altura, y vegetación rupícola. Es exclusivo del sudeste y sur del Brasil.

## Sinonimia
Es llamado también distrito Serrano, distrito de la nuboselva, bosque nuboso, selva de neblina, mata nebular superior, floresta ombrófila densa altomontana o de altitud, etc.

## Distribución
Este Distrito fitogeográfico se encuentra en altitudes siempre superiores a los 1000 m s. n. m., aunque es más característico por sobre los 1800 m s. n. m., llegando incluso a los 2316 m s. n. m. Es exclusivo de los estados de las regiones sudeste y sur del Brasil, en sectores de elevada altitud de la Serra do Mar y de la Sierra Geral, desde los estados de Minas Gerais y Espírito Santo hasta el de Río Grande del Sur.
Además incluye sabanas arbustivas rupícolas en sectores rocosos de altitud, con influencias de los campos Cerrados y de los sectores septentrionales de la Provincia fitogeográfica Pampeana.

## Afinidades florísticas
Este Distrito fitogeográfico guarda estrecha relación con la Provincia fitogeográfica Atlántica o Mata Atlántica típica, la que la bordea por el este. Asimismo también mantiene afinidades con el Distrito fitogeográfico Planaltense por el cual es reemplazado a menor altitud hacia el oeste. Los sectores abiertos y rupícolas se relacionan con la Provincia fitogeográfica del Cerrado y con el Distrito fitogeográfico de los Campos y Malezales. Esta es la formación más afín al bosque subantártico de las estribaciones de la cordillera andina austral, distante a varios miles de kilómetros, indicando pasadas conexiones. Tienen en común muchos géneros y hasta en algunos casos, las mismas especies; algunos ejemplos son: Fuchsia, Gunnera, Perezia, Dasyphyllum, Trichocline, etc.

## Suelos
En los sectores escarpados los suelos son de escasa evolución y profundidad, abundando los afloramientos graníticos. En ciertos tramos, la profundidad aumenta. El piso de la selva está cubierto por una fina capa de materia orgánica en descomposición, producto de ramas, hojas, frutos y flores caídas, lo cual favorece el desarrollo de gran variedad de hongos. Por sectores se asemeja a la turba.

## Relieve
El relieve es muy accidentado, con lomas, sierras de altura, picachos, cañones, planaltos, etc.

## Clima
El clima característico de este distrito es de tipo Subandino, templado-frío y húmedo durante todo el año, generado por la altitud. En los sectores de menor altitud pasa al subtropical marítimo. Las heladas son intensas, incluso puede nevar excepcionalmente.
Los vientos procedentes del Atlántico provocan lluvias repartidas en todo el año, superando los 2400 mm en las sierras más altas que miran al este. La humedad relativa oscila entre el 85 y el 95 %.

## Características
La flora del Distrito fitogeográfico Serrano Austrobrasileño es riquísima en endemismos arbustivos y herbáceos de gramíneas, leguminosas, y compuestas. Son abundantes las velloziáceas; variando la vegetación dependiendo del suelo, altitud, latitud, lluvias, etc.

## Especies principales
La comunidad climáxica de este distrito es una floresta densa, de poca altura, en ambientes saturados de humedad; también paztizales de neblina y rupícolas.
Estrato intermedioEstá formado por árboles con alturas de entre 3 y 10 m.
Estrato arbustivo o sotobosqueDestacan: Escallonia organensis, Escallonia montevidensis, Senecio cuneifolius, la fucsia gaúcha Fuchsia regia, la linterna china (Abutilon megapotamicum), etc.
Estrato herbáceoHay profusión de dos gramíneas: Chusquea pinifolia y Cortaderia modesta. Es prolífica la diversidad de Velloziáceas. Se observan abundante cantidad y variedad de helechos, hierbas no leñosas como orquídeas terrestres, begonias (Begoniáceas) de vistosas flores, gramíneas de hojas anchas, la nalca gaúcha (Gunnera manicata), etc. Es notable la riqueza en endemismos arbustivos y herbáceos de gramíneas, leguminosas, y compuestas.
Estrato epifítico y muscinalLas ramas se encuentran recubiertas de epifitas, especialmente de musgos, líquenes, helechos, grandes y pequeñas bromelias, cactáceas, güembés, piperáceas, etc. Las más llamativas son las orquídeas, con cerca de un centenar de especies epifitas, entre las más comunes Sophronitis coccinea, Gomesa recurva, etc.
Estrato escandenteLas plantas trepadoras y volubles son abundantes, en especial en los claros, bordes de cursos fluviales o caminos.

## Conservación
Esta formación es protegida, entre otros, en el parque nacional de la Serra Geral y en el parque nacional de Recortados de la Sierra en Río Grande del Sur, Brasil.